# Прапор Лос-Анджелеса
Прапор міста Лос-Анджелес складається з зубчастих смуг зеленого, золотого та червоного кольорів. Прапор був розроблений Роєм Е. Сайлентом і Е. С. Джонсом у 1931 році до півстолітнього ювілею Лос-Анджелеса з 1781 року.
Прапор викликає неоднозначну реакцію: комусь дизайн не подобається, а хтось його хвалить. Багато співробітників радіостанції LAist/ KPCC критикували його. У твіті порівняли прапор Лос-Анджелеса з прапорами Республіки Конго, Сенегалу та Малі, які також мали червону, золоту та зелену кольорові схеми. Тед Кей, автор брошури «Добрий» прапор, «поганий» прапор, схвалений Північноамериканською вексилологічною асоціацією, описав прапор Лос-Анджелеса як «невдалий образ», який не може викликати гордість і єдність у місті. Він критикував використання міської печатки, одночасно вихваляючи зубчасті зелені, золоті та червоні смуги. 

## Дизайн і символіка
Три кольори на прапорі символізують оливкові дерева (зелений), апельсинові гаї (золотий) і виноградники (червоний).  Вони також символізують історію міста: золотий і червоний символізують Іспанію, країну, яка першою оселилася в місті, а зелений і червоний символізують Мексику, яка зайняла владу, коли Нова Іспанія досягла незалежності.  У центрі прапора зображена міська печатка . Навколо щита зображені три основні каліфорнійські культури: виноград, оливки та апельсини. Печатка містить геральдичний щит, розділений на чотири частини, на якому зображено:
1. Наближення до щита, зображеного на Великій печатці Сполучених Штатів, хоча на синьому головному зображено тринадцять зірок ;
2. Наближення прапора Каліфорнії ;
3. Приблизний вигляд герба Мексики ;
4. Вежа та лев Королівства Кастилії та Леону, що представляють герб Іспанії .

## Історія

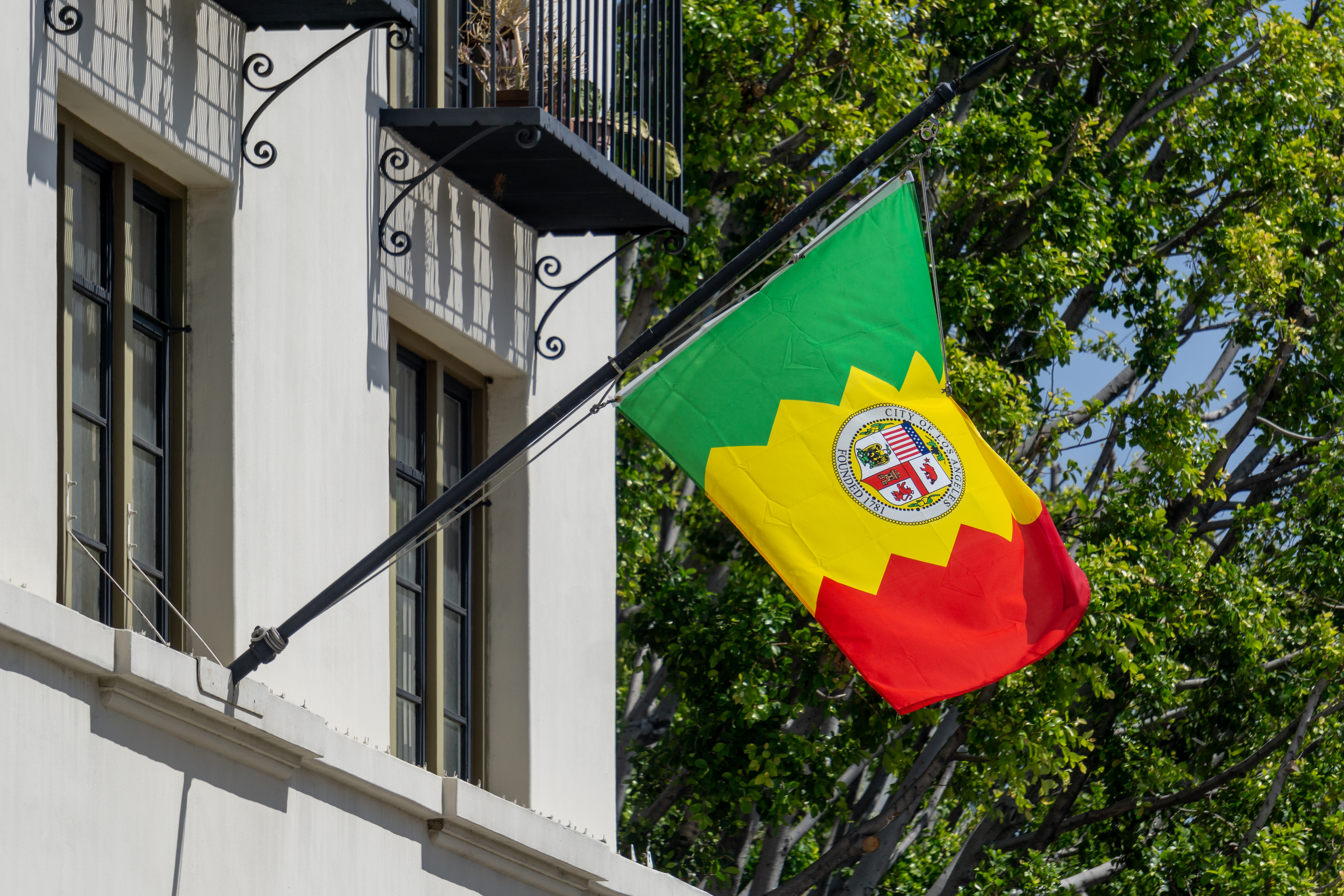
Прапор Лос-Анджелеса встановлено біля історичної будівлі Юджина Біскайлуза

Прапор, розроблений Роєм Е. Сайлентом та Е. С. Джонсом, був подарований місту асоціацією La Fiesta до півстолітнього ювілею міста. Печатка на прапорі була офіційно прийнята 27 березня 1905 року .
Прапор отримав ненадовго міжнародну популярність, коли під час закриття Московської Олімпіади 1980 року його підняли замість прапора Сполучених Штатів як символ наступної Олімпіади.  Цей крок було зроблено на прохання уряду Сполучених Штатів, який попросив Міжнародний олімпійський комітет не використовувати американський прапор, оскільки США бойкотували Олімпіаду в Москві. 
Прапор Лос-Анджелеса був доставлений у космос у 1984 році Саллі Райд на космічному кораблі «Челленджер» . Він виставлений у мерії Лос-Анджелеса . 

У дослідженні Північноамериканської вексилологічної асоціації в 2004 році дизайн посідав 33 місце серед 150 прапорів американських міст. 

Домашній прапор Лос-Анджелеської пароплавної компанії 1920 – 1937 рр
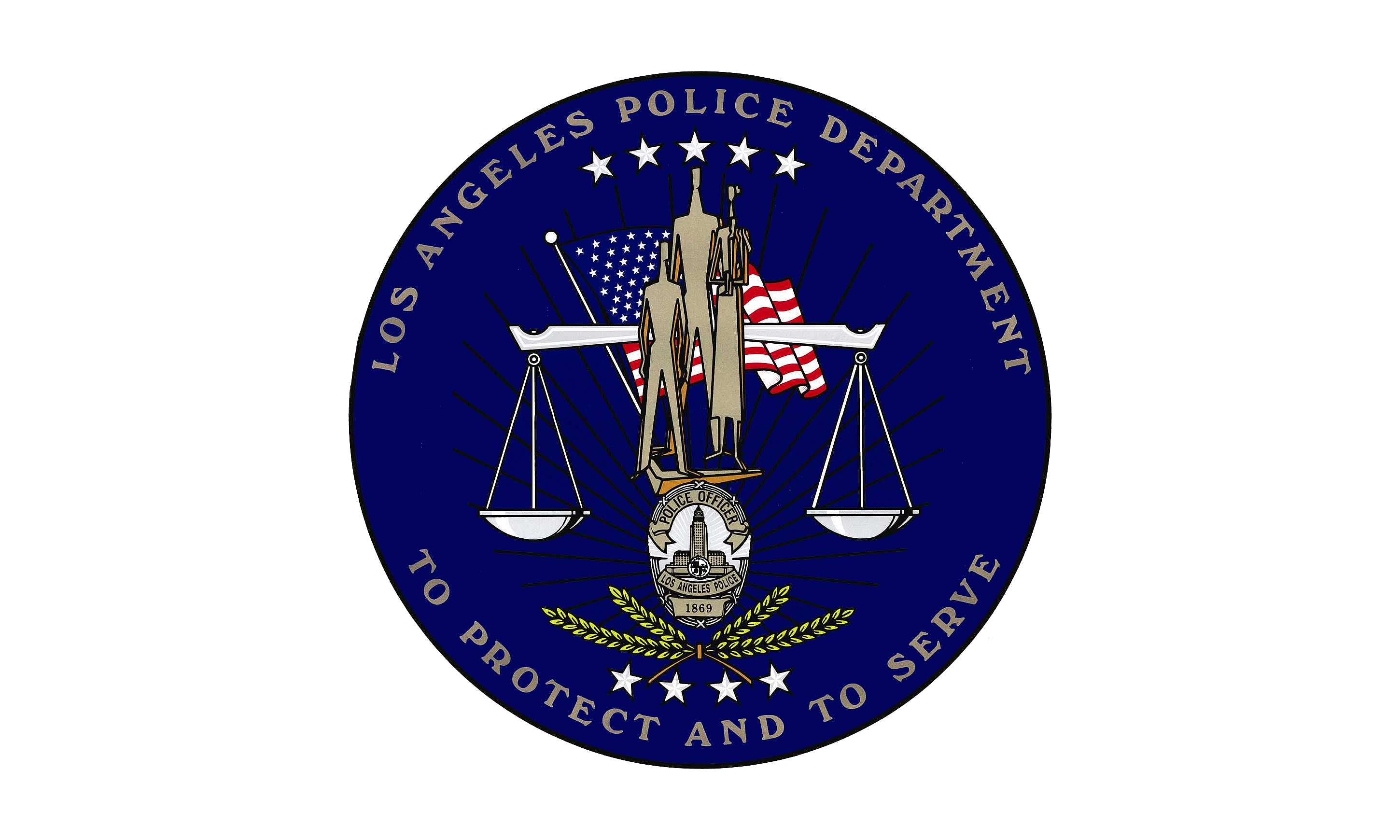
Прапор Департаменту поліції Лос-Анджелеса .

## Зовнішні посилання
- Офіційний сайт